# Phoebe Halliwell
Phoebe Halliwell là một nhân vật trong loạt phim truyền hình Phép thuật do Hoa Kỳ sản xuất.
Phoebe xuất hiện trong 8 phần phim và đang xuất hiện trong phiên bản truyện tranh. Phoebe là một nhà báo nổi tiếng, và đôi khi một phóng viên tại Bay Minnor, và là tác giả của các tác phẩm bán chạy " Finding Love ".
Là chị ba trong gia đình, Phoebe thường được coi là yếu nhất trong Bộ Ba bởi những con quỷ do quyền hạn là nghiêng nhiều hơn để được thụ động hơn là tích cực. Tuy nhiên, cô luôn chứng minh họ sai với kỹ năng võ thuật đáng gờm của cô và tài năng sáng tạo thần chú tuyệt vời của cô.

## Diễn viên
Alyssa Milano thủ vai Phoebe Halliwell. Alyssa Milano (sinh ngày 19 tháng 12 năm 1972 tại Brooklyn, New York) đóng vai Phoebe Halliwell trong suốt toàn bộ loạt phim truyền hình Charmed.
Alyssa Milano là con gái của cha mẹ người Mỹ gốc Ý Lin, một nhà thiết kế thời trang, và Tom M. Milano, một nhà biên tập nhạc phim và đam mê chèo thuyền. Cô có một em trai, Cory (sinh năm 1982), cũng là một diễn viên. 

## Tiểu sử
Phoebe đã được sinh ra vào ngày 2 tháng 11 năm 1976 bởi Patty Halliwell và Victor Bennett. Năng lực linh cảm của Phoebe đã thể hiện trong khi vẫn còn trong bụng mẹ, sau khi cô được sinh ra, bà ngoại của cô, Penny, ràng buộc quyền hạn của cô và xóa tất cả những kỷ niệm liên quan đến ma thuật của cô, cùng với các chị em để giữ cho cô an toàn.
Gần ba năm sau khi sinh, mẹ của Phoebe đã bị giết bởi Water Demon. Kết quả là, Phoebe không bao giờ thực sự biết mẹ cô, và điều này đã tác động đáng kể đến cuộc sống của cô, đến mức mà cô đã từng thú nhận rằng nếu cô ấy có một điều ước để được hiện, cô ấy muốn có khoảng thời gian được ở với mẹ cô. Ở độ tuổi thiếu niên của mình, cô gây ra rắc rối xung quanh trường học và thậm chí tham gia vào việc ăn cắp.Tuy nhiên, Piper tin cô làm vậy là do sự bất hạnh của việc thiếu một người mẹ thực sự. Cô đã được đặt cho biệt danh "freebie" ở trường trung học.

## Trở Thành Phù Thủy
Ngày 7 tháng 10 năm 1998, Phoebe trở về từ New York sau sáu tháng, khi trải qua cái chết của bà. Vào đêm đó, trong khi chơi bói toán với Piper, con trỏ di chuyển đột ngột trên Tấm Bảng Gia Truyền, đánh vần ra chữ "gác mái" , cô đi lên gác mái, nơi cô tìm thấy Book of Shadows. Phoebe sau đó đọc câu thần chú Dominus Trinus, điều đó đã đánh thức sức mạnh của ba chị em mà trước đó đã bị ràng buộc bởi bà của họ khi họ còn nhỏ. Ngày hôm sau, cô nhận được linh cảm đầu tiên của cô: hai thiếu niên bị tông bởi một chiếc xe. Cả Prue và Piper đều không tin Phoebe nói rằng họ là phù thủy, nhưng cả hai đã buộc phải thừa nhận nó là sự thật khi họ từng thể hiện sức mạnh của chính mình. Sau đó, cả ba chị em cùng nhau khai thác sức mạnh của Bộ Ba và tiêu diệt Jeremy - là con quỷ và cũng là bạn trai của Piper. Và sau đó Phoebe bắt đầu cuộc sống của một phù thủy.
Không giống như Prue và Piper khi biết mình là phù thủy, Phoebe chấp nhận nó và luôn hứng thú với phép thuật. Tuy nhiên, Phoebe thường xuyên sử dụng ma thuật như một công cụ, cô thường phá vỡ các quy tắc cơ bản nhất của một phù thủy tốt: Có phép thuật không có nghĩa là để sử dụng cho mục đích cá nhân. Dẫn đến việc sau này bị tước đi sức mạnh của mình, nhưng cô đã rút ra được bài học riêng cho mình và khôi phục được sức mạnh, sau này cô đã sử dụng phép thuật cẩn thận hơn và không lạm dụng chúng.
Tại tang lễ của chị gái mình - Prue, cô đã gặp một phụ nữ tên là Paige Matthews, và khi họ bắt tay, cô đã có một linh cảm rằng Paige sẽ bị giết bởi Shax, con quỷ đã giết Prue. Piper quá đau buồn để giúp đỡ, cô quyết định đi với Cole để họ có thể cứu Paige. Với điều tra của Cole, họ phát hiện ra rằng cô ấy là người có thể tái tạo lại sức mạnh của Bộ Ba. Sau đó, họ phát hiện ra rằng Paige là em gái cùng mẹ khác cha với họ. Paige sau đó đến nhà và bắt tay với chị em một nửa của mình, sức mạnh của Bộ Ba Phép Thuật (The Charmed Ones) đã được tái tạo.

## Nghề Nghiệp
Phoebe trưởng thành và trở nên hiểu biết hơn, cô quyết định tìm một công việc, nhưng đã tương đối bế tắt bởi thực tế cô ấy đã không có bằng cấp đầy đủ để có được công việc tốt. Điều này cuối cùng dẫn đến Phoebe quyết định trở về trường học, và cô ấy đã làm việc chăm chỉ để đảm bảo rằng cô ấy có thể cân bằng giữa việc học và là phù thủy của cô. Tuy nhiên, sự cân bằng này được chứng minh là vô cùng khó khăn đối với cô, khi cô và chị em cô đã phải chịu thường xuyên ma quỷ tấn công, và bảo vệ những người vô tội. May mắn thay, Phoebe cuối cùng đã thắng mọi trở ngại và vượt qua kỳ thi của mình, cô đã tốt nghiệp đại học với bằng cử nhân Tâm lý học.
Sau đó cô tìm được một việc làm, cô làm việc tại Bay Minnor là một tờ báo đô thị lớn ở San Francisco, là nơi bắt đầu sự nghiệp của mình như là một người đưa ra lời khuyên trong chuyên mục của bài báo. Sau khi kết hôn, Phoebe vẫn tiếp tục đưa ra lời khuyên của cô qua cột lời khuyên trong Bay Minnor để tất cả những ai cần nó, giúp người đọc tìm thấy tình yêu của mình. Phoebe cũng xuất bản một cuốn sách bán chạy nhất của New York gọi là " Finding Love ".

## Năng lực ma thuật
Là một phù thủy, Phoebe có thể: đọc thần chú, chế tạo thuốc và bói cầu. Phoebe là người vô cùng sáng tạo, cô là người viết thần chú giỏi nhất trong 3 chị em.
Sức mạnh đầu tiên mà Phoebe có là Linh Cảm (Premonition), cô đã sở hữu sức mạnh này ngay từ khi còn trong bụng mẹ. Thông qua Linh Cảm cô có thể nhìn thấy được tương lai: biết trước các nguy hiểm và vụ tấn công, những người vô tội bị hại,... Sức mạnh này được xem là chất xúc tác cho những nhiệm vụ. Theo thời gian sức mạnh của cô lớn dần, cô có thể nhìn thấy cả quá khứ, chia sẻ cho người khác nhìn thấy linh cảm của mình. Cô đã phát triển một năng lực hiếm có của linh cảm (Astral Premonition) nó được kết hợp bởi 3 khả năng: Linh Cảm (Premonition), Du hành thời gian (Time Travel), Xuất Hồn (Astral Projection). Với năng lực này cô có thể sống trong linh cảm của mình, đi tới tương lai nói chuyện với chính bản thân của mình trong Linh Cảm.
Sau một thời gian khát khao sức mạnh chủ động cô đã có năng lực bay (Levitation/Flight), với khả năng này cô có thể lơ lửng và di chuyển trong không khí. Cô thường kết hợp sức mạnh này với kỹ năng võ thuật của mình tạo ra những pha hành động đẹp mắt. Sau này, Phoebe học cách sử dụng quyền lực của mình để mang theo người khác trong lúc bay, cô có thể bay và nhanh hơn trước. Ở phần 9 Phoebe đã bay từ San Francisco đến Phoenix, Arizona trong một chớp mắt, tốc độ nhanh như dịch chuyển tức thời.
Sang mùa 6, cô phát triển thêm khả năng Thấu Cảm (Empathy) cho phép cô cảm nhận được cảm xúc, suy nghĩ của người khác. Sức mạnh này đôi khi làm Phoebe mất kiểm soát và hành động theo cảm xúc người khác, mọi người trong nhà Halliwell đã từng rất phiền hà vì Phoebe đọc cảm xúc và suy nghĩ bí mật của họ. Nhưng cô đã có thể điều khiển được nó. Sức mạnh này rất hữu ích cho Phoebe trong chiến đấu, thông qua việc cảm nhận được cảm xúc của người khác cô có thể sao chép và sử dụng sức mạnh của họ trong một thời gian ngắn: cô đã sao chép Telekinesis của Piper khi Piper là Valkyrie, kênh sức mạnh của một con quỷ dùng chính quả bóng năng lượng của con quỷ đó để đánh bại nó, Phoebe có thể điều khiển và làm lệch hướng cả sáu quả cầu lửa cùng một lúc...
Cô cũng có năng lực Triệu Hồi (Summoning). Cô đã có thể triệu hồi một Trok Demon mà không cần thuốc hoặc thần chú.
Phoebe có khả năng dịch chuyển (Remote Beaming) Coop, chồng của cô tới chỗ của cô ấy chỉ bằng cách tập trung vào anh ta. Sức mạnh này hạn chế, chỉ tác dụng với Coop.
Cô từng bị tước hết phép thuật trong một thời gian dài bởi Toà Án Pháp Thuật (The Tribunal) do lạm dụng phép cho mục đích cá nhân nhưng sau đó đã hồi phục toàn bộ.